# Cloruro de fenacilo
El cloruro de fenacilo, también conocido como cloroacetofenona, es una acetofenona sustituida. Se trata de una sustancia orgánica ampliamente utilizada como agente de control de disturbios, conociéndose como gas CN. No debe confundirse con el cianuro, otra sustancia química con fórmula CN-

## Preparación
El compuesto se puede encontrar con facilidad a nivel comercial y se sintetiza mediante la acilación de Friedel-Crafts de benceno con cloruro de cloroacetilo, añadiendo un catalizador de cloruro de aluminio:
Catalizador:

## Usos
Si bien fue investigado, no llegó a emplearse durante la Primera Guerra Mundial y Segunda Guerra Mundial.
Debido a su toxicidad significativamente mayor, ha sido sustituido en gran medida por el gas CS. Aunque todavía se suministra CN a las fuerzas paramilitares y policiales en un pequeño aerosol presurizado conocido como "Mace" o gas lacrimógeno, su uso está disminuyendo, ya que el spray de pimienta funciona y se dispersa más rápidamente que el CN y es menos tóxico que éste. 
El término "Mace" surgió porque fue la marca inventada por uno de los primeros fabricantes estadounidenses de aerosoles de CN. Posteriormente, en Estados Unidos, Mace se convirtió en sinónimo de aerosol lacrimógeno del mismo modo que Kleenex se ha asociado fuertemente a los pañuelos faciales (un fenómeno conocido como marca generizada). 
Al igual que el gas CS, este compuesto irrita las mucosas (oral, nasal, conjuntival y traqueobronquial). A veces puede dar lugar a reacciones más generalizadas como síncope, pérdida temporal del equilibrio y de la orientación. Más raramente, se han observado brotes irritativos cutáneos y dermatitis alérgica permanente de contacto.
En concentraciones elevadas, el CN puede provocar daños en el epitelio corneal y quemaduras. También ha causado al menos cinco muertes, que han sido consecuencia de lesiones pulmonares y/o asfixia.
El canal iónico TRPA1 (Transient Receptor Potential-Ankyrin 1) expresado en los nociceptores (especialmente en el trigémino) ha sido implicado como el lugar de acción del CN, in vivo e in vitro.